# 伊居太神社 (池田市)
伊居太神社（いけだじんじゃ）は、大阪府池田市綾羽にある神社。式内社で、旧社格は村社。「穴織宮伊居太神社」とも。

## 歴史
応神天皇の時代、機織・縫製技術を得るために呉（中国南朝を指す）の国に派遣された阿知使主と都加使主父子が、呉王に乞い連れ帰った呉織・穴織・兄媛・弟媛の4人の縫工女のうち、池田の地に迎えられた呉服・穴織姉妹の妹、穴織媛が仁徳天皇76年に死去し、翌77年に仁徳天皇によって祀られたとされる。
『延喜式神名帳』に掲載されている摂津国河辺郡の伊居太神社の論社の一つとされており、もう一つの論社は兵庫県尼崎市の伊居太神社（いこたじんじゃ）である。
延暦4年（785年）、桓武天皇の勅命により社殿を新たにし、応神天皇、仁徳天皇も祀るようになった。
天正7年（1579年）の織田信長と荒木村重による有岡城の戦いの戦火に巻き込まれて社殿が焼失する。その後、慶長9年（1604年）に豊臣秀頼によって本殿が再建された。
明治時代になると村社に列せられている。

## 祭神
- 主祭神 - 穴織大明神、応神天皇、仁徳天皇

## 境内
- 本殿 - 慶長9年（1604年）に豊臣秀頼により再建。全国唯一の千鳥唐破風寄棟造りの三社造となっている。
- 中門
- 拝殿
- 頼光松 - 源頼光お手植えの松。
- 姫室塚
- 社務所
- 神門

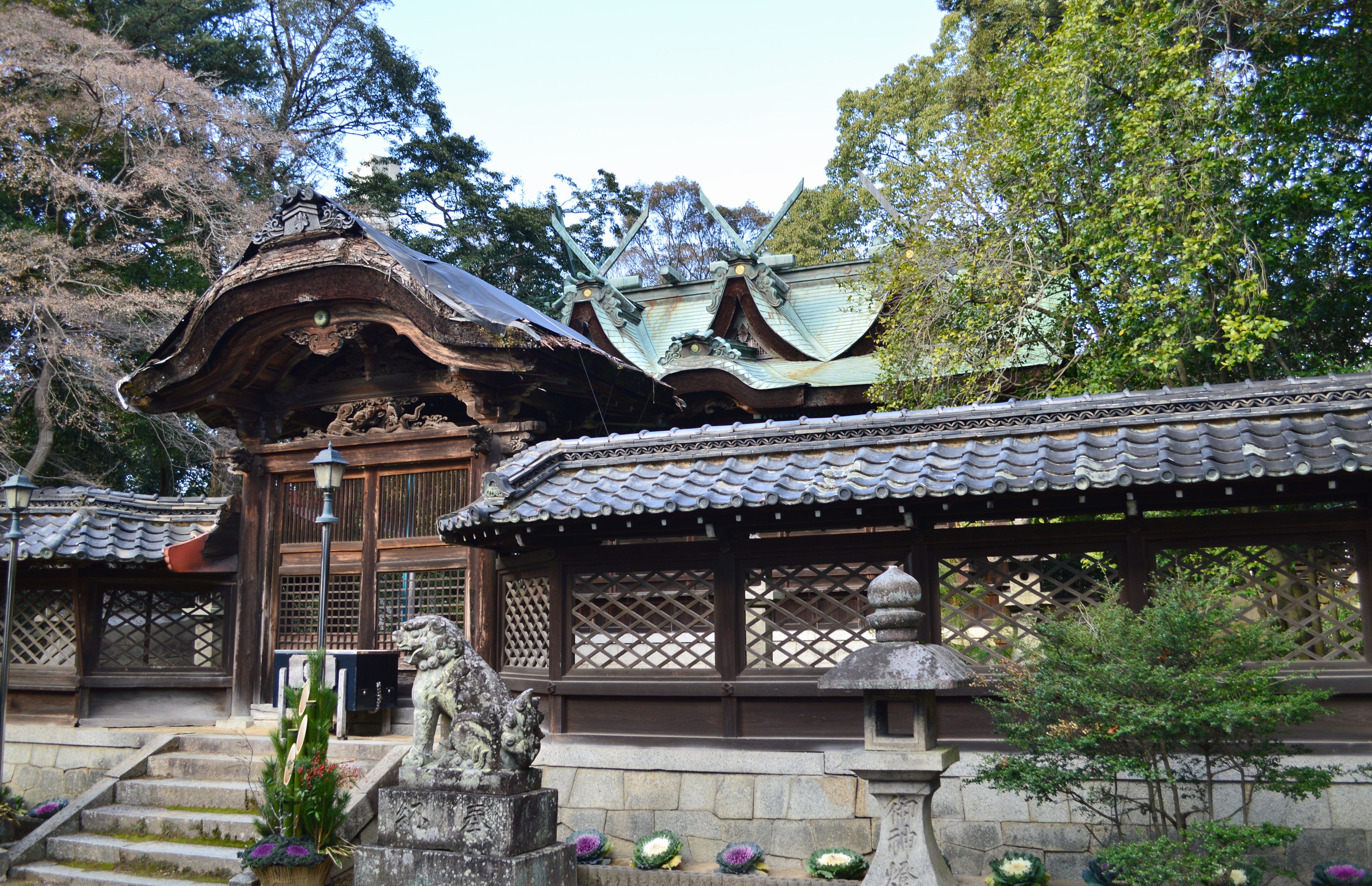
本殿・中門
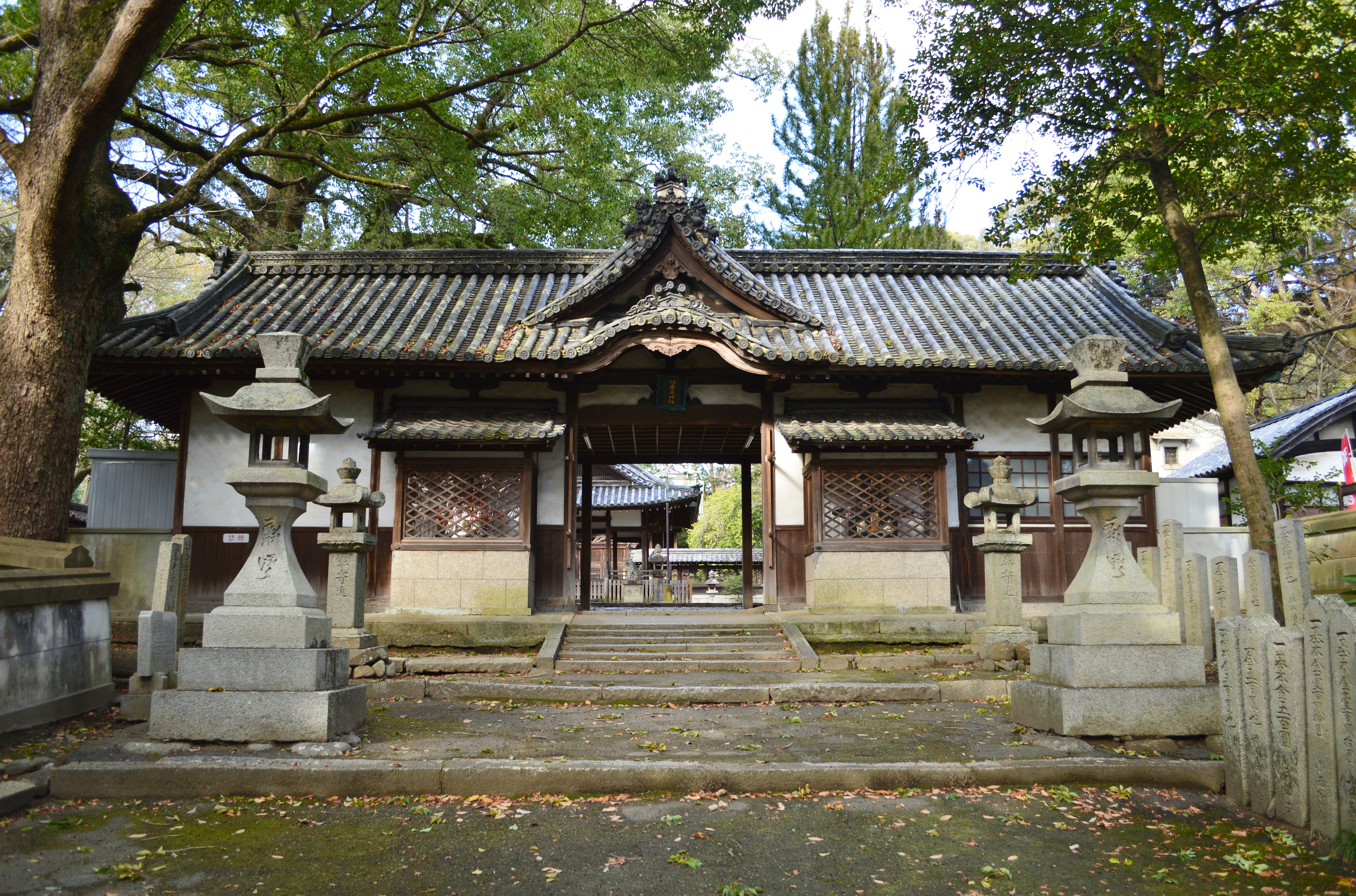
神門
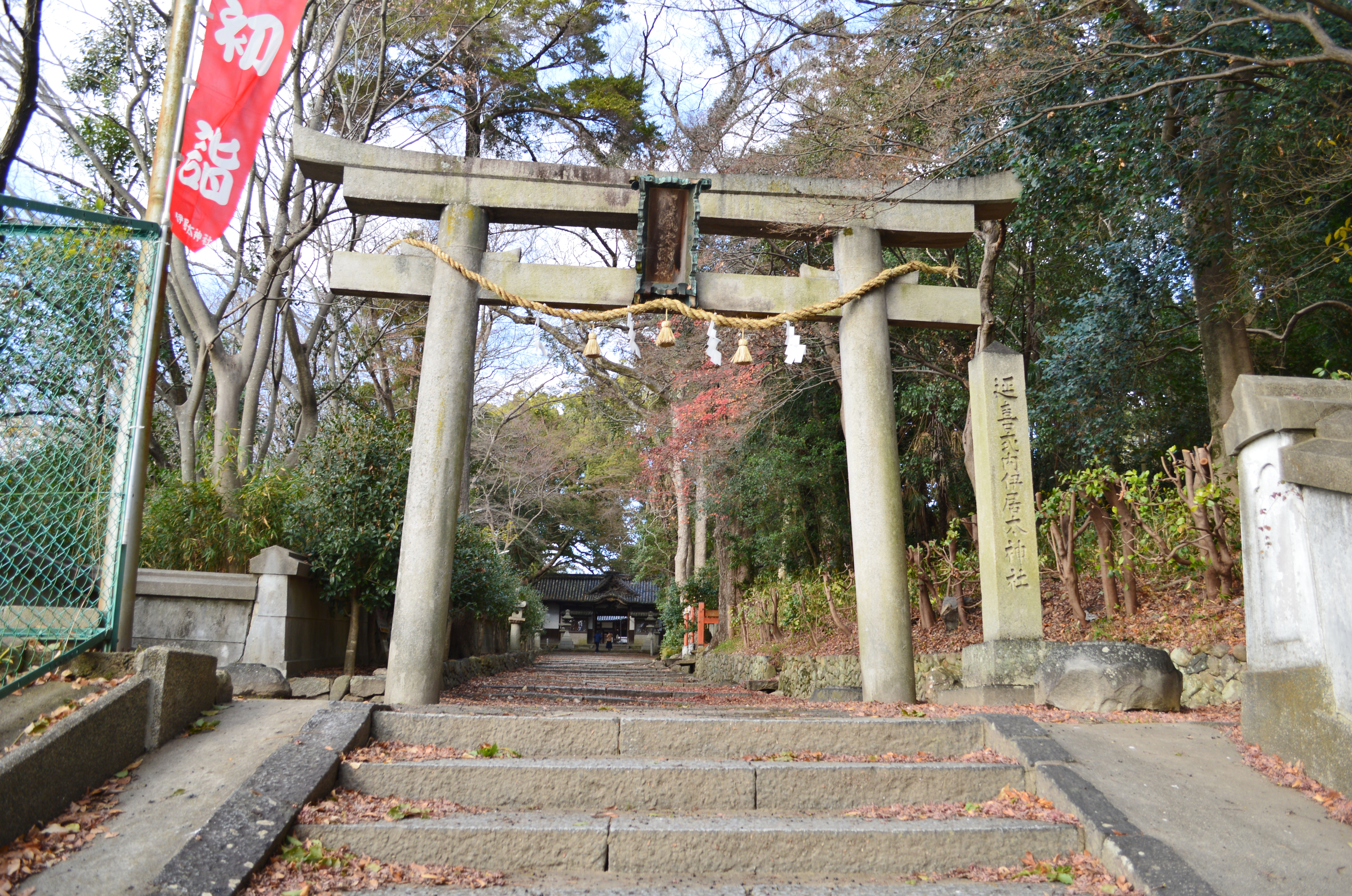
鳥居

## 摂末社
- 両皇大神宮
- 松尾社
- 国常立尊社
- 住吉社
- 猪名津彦社 - 祭神：阿知使主、都加使主。
- 稲荷社
- 厳島社

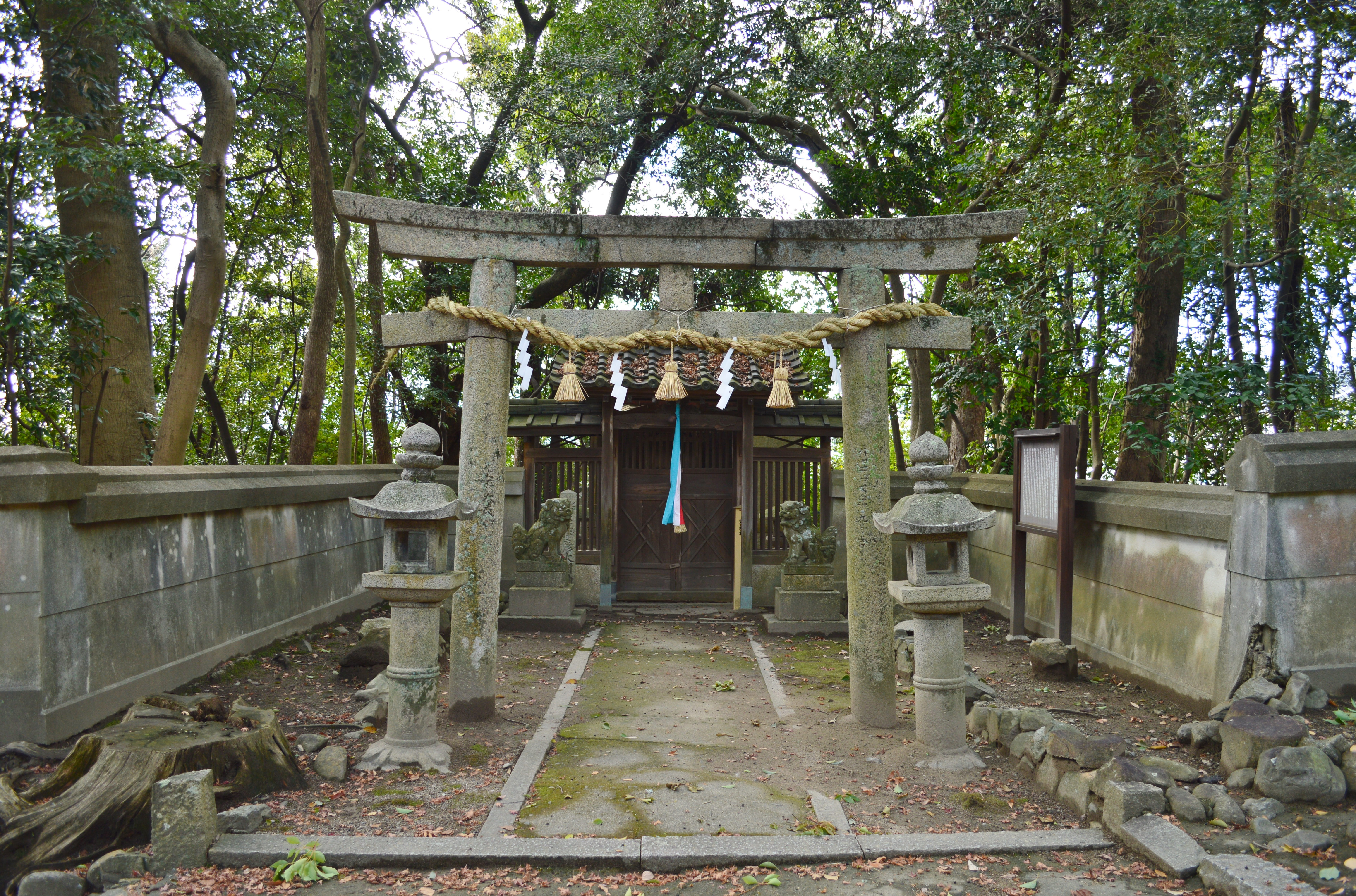
境内末社猪名津彦神社

## 祭事
- 歳旦祭（元旦）
- 除夜祭（大晦日）

## 文化財

### 池田市指定有形文化財
- 元禄十年摂州豊島郡池田村絵図（歴史資料） - 2003年（平成15年）3月24日指定[2]。

### その他
- 三角縁神獣鏡
伊居太神社の宝物として伝わる鏡。中国製鏡とされ、直径20.5センチメートルを測る。享和年間（1801年 - 1803年）に横山（横起山）から掘り出されたというが、具体的な出土地（古墳）は明らかでない[3]。

## その他
- 「穴織媛」や「綾織媛」と表記される。
- 「綾織媛」は、池田市内の町名である「綾羽」の由来である。
- 五月山公園や五月山動物園のすぐ側で、ひとつながりのような形になっている。
- 池田市に現存する最古の神社である。
- 呉服媛が祀られ、池田駅側にある呉服神社が「下の宮」とされるのに対し、五月山山麓にある伊居太神社は「上の宮」とされ、互いの関係はとても深い。
- 地元では「いこた」神社と呼ばれる事がある。

## 交通
- 阪急宝塚線・池田駅より徒歩15分。
- 阪急バス・綾羽町より徒歩5分。